# Anna Gaël
Anna Gaël (* 27. September 1943 in Budapest; eigentlich: Anna Abigail Gyarmathy; † 17. September 2022) war eine Schauspielerin und Kriegsberichterstatterin ungarischer Herkunft.

## Leben
Anna Gaël heiratete am 9. Mai 1969 den britischen Adligen Alexander Thynne, Viscount Weymouth, mit dem sie zwei Kinder hatte. Tochter Lenka Thynn (* 1969) ist ein britisches Fashion-Model und Sohn Ceawlin Thynn (* 1974) ein Geschäftsmann.
Die Schauspielerei gab Gaël 1981 auf und berichtete stattdessen als Kriegsberichterstatterin von den Konflikten und Unruhen in Vietnam und Südafrika. Daneben berichtete sie auch über den Nordirlandkonflikt.
1992 erbte ihr Ehemann den Titel 7. Marquess of Bath; sie führte seither den Höflichkeitstitel Marchioness of Bath.

## Filmografie (Auswahl)
- 1962: Una storia milanese
- 1967: Hell Is Empty
- 1967: Pension Clausewitz
- 1967: Der grausame Job (Peau d’espion)
- 1968: Benjamin – Aus dem Tagebuch einer männlichen Jungfrau (Benjamin ou Les Mémoires d’un puceau)
- 1968: Mord im Grandhotel (Le Démoniaque)
- 1968: Therese und Isabell (Therese and Isabelle)
- 1968: Beru und jene Damen (Béru et ces dames)
- 1969: Die Brücke von Remagen (The Bridge at Remagen)
- 1970: Nana
- 1971: Die 2: Staffel 1 Folge 9: Die Vergangenheit des Grafen
- 1973: Der Lord, der ein Diener sein wollte (Blue Blood)
- 1976: Die Herren Dracula (Dracula père et fils)
- 1978: Das Strandhotel (L’Hôtel de la plage)